# Byturus wittmeri
Byturus wittmeri is een keversoort uit de familie frambozenkevers (Byturidae). De wetenschappelijke naam van de soort is voor het eerst geldig gepubliceerd in 1978 door Sen Gupta.